# Calligonum
Calligonum is een geslacht uit de duizendknoopfamilie (Polygonaceae). De soorten komen voor in het Middellandse Zeegebied, Azië en Noord-Amerika.

## Soorten
- Calligonum aphyllum
- Calligonum arborescens
- Calligonum alaschanicum
- Calligonum bakuense
- Calligonum calliphysa
- Calligonum caput-medusae
- Calligonum chinense
- Calligonum colubrinum
- Calligonum comosum
- Calligonum cordatum
- Calligonum crinitum
- Calligonum comosum
- Calligonum densum
- Calligonum ebinuricum
- Calligonum elegans
- Calligonum gobicum
- Calligonum jeminaicum
- Calligonum junceum
- Calligonum klementzii
- Calligonum korlaense
- Calligonum leucocladum
- Calligonum microcarpum
- Calligonum mongolicum
- Calligonum polygonoides
- Calligonum potanini
- Calligonum pumilum
- Calligonum roborowskii
- Calligonum rouqiangense
- Calligonum rubicundum
- Calligonum squarrosum
- Calligonum trifarium
- Calligonum yengisaricum
- Calligonum zaidamense

... · 
Calligonum · 
Coccoloba · 
Fagopyrum · 
Fallopia (Kielduizendknoop) · 
Persicaria (Duizendknoop) · 
Polygonum (Varkensgras) · 
Rheum · 
Rumex (Zuring) · 
...